# Duzluk
Duzluk est un village de la municipalité d’Orahovica situé dans le comitat de Virovitica-Podravina en Croatie.